# Rupert of Hee Haw
Rupert of Hee Haw é um filme mudo do gênero comédia produzido nos Estados Unidos e lançado em 1924.